# Taki jak Ty
Taki jak Ty – drugi singel polskiego piosenkarza Dawida Kwiatkowskiego z jego ósmego albumu studyjnego, zatytułowanego Pop romantyk. Singel został wydany 27 września 2023.
Kompozycja znalazła się na 5. miejscu listy OLiA, najczęściej odtwarzanych utworów w polskich rozgłośniach radiowych. Nagranie otrzymało w Polsce status złotego singla, przekraczając liczbę 25 tysięcy sprzedanych kopii.

## Geneza utworu i historia wydania
Utwór napisali i skomponowali Dawid Kwiatkowski, Dominic Buczkowski-Wojtaszek, Patryk Kumór i Emilian Waluchowski, natomiast za produkcję piosenki odpowiada Hotel Torino.
Singel ukazał się w formacie digital download 27 września 2023 w Polsce za pośrednictwem wytwórni płytowej DB4 Management w dystrybucji Warner Music Poland. Piosenka została umieszczona na ósmym albumie studyjnym Kwiatkowskiego – Pop romantyk.

## „Taki jak Ty” w stacjach radiowych
Nagranie było notowane na 5. miejscu w zestawieniu OLiA, najczęściej odtwarzanych utworów w polskich rozgłośniach radiowych.

## Teledysk
Do utworu powstał teledysk w reżyserii Adama Woźniakiewicza, który udostępniono w dniu premiery singla za pośrednictwem serwisu YouTube.

## Lista utworów
- Digital download[2]

1. „Taki jak Ty” – 2:34

## Notowania
| Kraj   | Lista (2023)                   | Najwyższa pozycja |
| ------ | ------------------------------ | ----------------- |
| Polska | OLiS – oficjalna lista airplay | 5                 |

| Kraj   | Lista (2023)                   | Pozycja |
| ------ | ------------------------------ | ------- |
| Polska | OLiS – oficjalna lista airplay | 91      |

## Certyfikaty
| Kraj          | Certyfikat  | Sprzedaż |
| ------------- | ----------- | -------- |
| Polska (ZPAV) | złota płyta | 25 000+  |

## Wyróżnienia
| Rok  | Konkurs                  | Kategoria    | Rezultat   |
| ---- | ------------------------ | ------------ | ---------- |
| 2023 | Przebój roku RMF FM 2023 | Przebój roku | 6. miejsce |